# 穆申茨湖

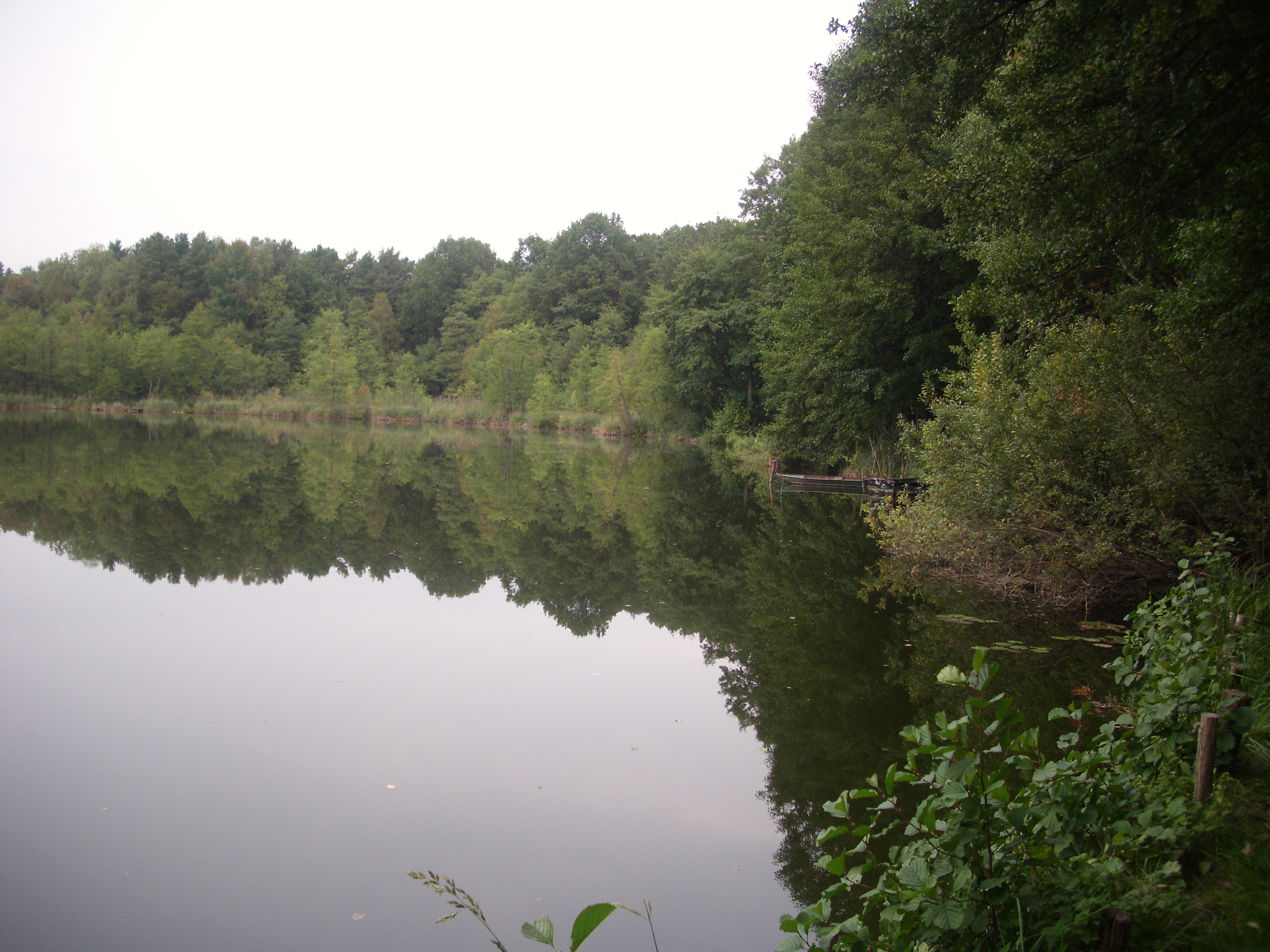

52°13′47″N 14°25′35″E / 52.22972°N 14.42639°E
穆申茨湖（德語：Mouschenzsee），是德國的湖泊，位於該國西南部，由勃蘭登堡州負責管轄，處於米爾羅瑟以東，該湖泊面積0.02平方公里，最大水深約5米。